# Битка при Дойран (1913)
Вижте пояснителната страница за други значения на Битка при Дойран.
Битката при Дойран се провежда между българи и гърци на 22 и 23 юни 1913 година, по време на Междусъюзническата война. Резултат от нея е, че гръцката армия завладява Дойран и напредва към Струмица, с което предизвиква отстъпление на българските войски, биещи се срещу сърбите в поречията на Вардар и Брегалница.

## Прелюдия
След битката при Калиново Десета гръцка дивизия се насочва към Дойранското езеро. Същевременно Трета бригада на Трета пехотна балканска дивизия (3/3 бригада) от българската армия, командвана от полковник Константин Каварналиев, получава задачата да заеме позиция южно от Дойран и да прикрива посоката Дойран-Струмица. На 19 юни 2-ра бригада от Шеста пехотна бдинска дивизия (2/6 бригада), която се намира в района Сушево-Злеово, получава заповед да се насочи към Дойран.

## Битката
На 22 юни Десета гръцка дивизия напада височината Хисар, където се намират позициите на 3/3 бригада от българската армия, и ги изтласкват от там. Все пак гръцкото настъпление е спряно с дошлите с ускорен марш от Струмица две дружини и една скорострелна батарея от Шеста дивизия.
На следващия ден, 23 юни, откъм Кукуш идват още Трета и Четвърта гръцка дивизии и се разгръщат срещу левия фланг на българските позиции в посока север. По това време пристига и 2/6 бригада. За да облекчи положението на 3/3 бригада тя започва атака на левия фланг на гърците от към село Чидемли към Хисар. Поради пресечения терен българите нямат възможност да използват артилерия и за това войниците само с помощта на своите пушки и картечници успяват да стигнат до подножението на височината. Това забавя гръцкото настъпление на левия фланг и те струпват значителни части, за да удържат внезапното нападение.
Все пак това не променя тежкото положение на българските части. Поради големите загуби, те отстъпват на север и оставят на гърците Дойранската гара. Десният фланг на българските части удържа гръцките нападения до вечерта, когато получава заповед да се изтегли на север. Отстъпващите български войски си пробиват път към Струмица, а гръцките части влизат в Дойран и спират преследването им.
При село Богданци една дружина от 2/6 бригада, оставена в заслон, се натъква на андарти заели височините на левия бряг на Вардар. Дружината ги отблъсква, но скоро пристигат редовни гръцки части и тя преминава в отбрана до вечерта, когато получава заповед от командването да се оттегли на север. При село Богородица една дружина и една батарея също нападат андарти, заели левия бряг на Вардар. Гърците изпращат с влака свои части, една от тях слиза при Гевгели и атакува дружината, но е спряна от батареята, а друга част се връща 5 километра, поради обстрела на същата тази батарея. Тази дружина остава да отбранява отстъплението на българските части чак до вечерта, когато почти обградена от гърците, успява да си пробие път и да се присъедини към полка си.